# Антонов, Владимир Алексеевич
Владимир Алексеевич Антонов (род. 28 сентября 1965, Москва) — российский футболист, тренер. Работает заместителем директора по спортивной работе МАУ СШ «Орбита-Юниор» (Дзержинский, Московская область).

## Биография
Владимир Алексеевич Антонов родился 28 сентября 1965 года в городе Москве.
Воспитанник футбольной школы «Локомотив» (Москва).
В 1981 провел 2 игры за дубль «Локомотива». В конце 80-х играл за клубы 2-й лиги:
- ФШМ (Москва),
- «Волга» (Тверь),
- «Торпедо»/«Зауралье» (Курган),
- «Ока» (Коломна),
- «Луч» (Владивосток)[2].

В 1993 году окончил Московский педагогический государственный университет (факультет физического воспитания). В 1995 году окончил Высшую школу тренеров при РГАФК.
В 1995—2001 годах — старший тренер по футболу представительства компании DHL International в России.
В 2002—2003 годах — тренер футбольного клуба «Титан» Москва, зона «Центр», 2-й дивизион.
В 2003 году — тренер сборной команды зоны «Центр» на турнире ПФЛ «Надежда».
В 2004 году — старший тренер клуба «Алмаз» (Москва), зона «Запад», 2-й дивизион.
В 2004 году — главный тренер женского футбольного клуба «Россиянка» (Красноармейск, Московская область), высшая лига чемпионата России.
В 2006—2009 годах — старший тренер молодёжной женской сборной команды России по футболу, спортивный департамент РФС.
В 2011—2012 годах — старший тренер женской команды «Енисей» (Красноярск).
С 5 июля по 18 октября 2012 года исполнял обязанности главного тренера женской сборной России по футболу. Под его руководством команда провела две игры — 1 победа; 1 ничья.
- 15 сентября 2012 отборочный матч ЧЕ-2013: Македония — Россия 0:6[3]
- 19 сентября 2012 отборочный матч ЧЕ-2013: Россия — Польша 1:1[4]

В 2015—2016 годах тренер команды 2006 года рождения в ДЮСШ «Приалит», город Реутов Московской области.
С 2019 года работает заместителем директора по спортивной работе МАУ СШ «Орбита-Юниор», город Дзержинский Московской области.